# Galeizon
Der Galeizon ist ein Fluss in Frankreich, der in der Region Okzitanien verläuft. Er entspringt in den Cevennen, im waldreichen Bergland nahe dem Col du Serre du Pradel, im Gemeindegebiet von Saint-Martin-de-Boubaux. Der Fluss stürzt in seinem Oberlauf mit erheblichem Gefälle auf kurzer Distanz ins Tal, entwässert generell in südöstlicher Richtung und mündet nach rund 29 Kilometern im Gemeindegebiet von Cendras als linker Nebenfluss in den Gardon d’Alès. Auf seinem Weg durchquert der Galeizon die Départements Lozère und Gard.

## Orte am Fluss
- Saint-Martin-de-Boubaux
- Cendras